# Іріней
Іріней (порт. Iriney, нар. 23 квітня 1981, Умайта) — бразильський футболіст, що грав на позиції півзахисника, зокрема за іспанські «Райо Вальєкано» та «Реал Бетіс».

## Ігрова кар'єра
Народився 23 квітня 1981 року в місті Умайта. Вихованець юнацьких команд футбольних клубів «Насьонал» (Манаус) та «Мауаенсе».
У дорослому футболі дебютував 2000 року виступами за команду «Сан-Каетану», в якій провів два сезони. 
2002 року перебрався до Іспанії на запрошення керівництва клубу «Райо Вальєкано», який сплатив за трансфер бразильця 750 тисяч євро. Відіграв за мадридський клуб наступні три сезони своєї ігрової кар'єри, протягом яких команди із Прімери примудрилася понизитися в класі до Сегунди Б, третього іспанського дивізіону. Більшість часу, проведеного у складі «Райо Вальєкано», був основним гравцем команди.
Влітку 2005 року уклав контракт із «Сельта Віго», в команді якого поновив виступи в найвищому іспанському дивізіоні, щоправда за два роки і цей клуб вибув до Сегунди, а ще за рік гравець перебрався до «Альмерії».
2009 року уклав контракт з друголіговим клубом «Реал Бетіс», у складі якого здебільшого виходив на поле в основному складі команди і з яким 2011 року уперше за іспанський етап кар'єри не понизився, а підвищився в класі.
Згодом сезон 2012—2013 відіграв у «Гранаді», звідки перебрався до англійського друголігового «Вотфорда». В Англій стати основним гравцем не зумів за півроку повернувся до Іспанії, де виступами за друголігову «Мальорку» того ж 2014 року і завершив ігрову кар'єру.